# Flectonotus fitzgeraldi
Flectonotus fitzgeraldi é uma espécie de anfíbio da família Hemiphractidae. Pode ser encontrada na Venezuela e em Trinidad e Tobago.